# Djbdns
La suite logicielle djbdns est une implémentation du protocole DNS faite par Daniel J. Bernstein à la suite de sa frustration envers les failles de sécurité de BIND.
Un prix de 1 000 $ est promis à quiconque divulguera une faille présente sur la dernière version. Ce prix a été remporté une fois par Matthew Dempsky en mars 2009.
D'après une analyse faite en 2004, tinydns (la partie serveur), est le second servant le plus de domaines, bien que troisième concernant son utilisation.
Le 28 décembre 2007, Bernstein verse le code de djbdns dans le domaine public afin de ne pas entrer en conflit avec les licences libres. Cela a ainsi permis l'apparition de forks, dont l'un des plus notables est dbndns, du projet debian.